# Puchar Kontynentalny w biegach narciarskich
Puchar Kontynentalny w biegach narciarskich – cykl zawodów rozgrywanych na całym świecie, będący zapleczem Pucharu Świata. Zawody organizuje Międzynarodowa Federacja Narciarska i Snowboardowa.
Puchar Kontynentalny w biegach narciarskich składa się z dziesięciu osobnych cykli. Każdy cykl ma swoją własną klasyfikację generalną, nie jest prowadzona klasyfikacja zbiorcza dla całego Pucharu Kontynentalnego (w odróżnieniu od np. Pucharu kontynentalnego w skokach narciarskich).
Prawo startu w PK mają zawodnicy, którzy kiedykolwiek zdobyli choć jeden punkt do klasyfikacji PŚ bądź PK, a także zawodnicy, którzy w aktualnym, bądź poprzednim sezonie zapunktowali w zawodach FIS Race. Zdobycie punktów w PK umożliwia zawodnikowi start w Pucharze Świata na aktualny i kolejny sezon. Zwycięzcy lub zawodnicy z czołówki zdobywają automatycznie prawo startu w zawodach Pucharu Świata marcu danego sezonu. Zwycięzcy klasyfikacji generalnej PK maja prawo startu w pierwszej części kolejnego sezonu Pucharu Świata.
Puchar Kontynentalny w biegach narciarskich składa się z następujących cykli:
- Australian New Zealand Cup – ,
- Balkan Cup – ,
- Eastern Europe Cup – ,
- Far East Cup – ,
- Nor-Am Cup – ,
- FESA Cup (OPA/Alpen Cup) – ,
- Scandinavian Cup – ,
- Slavic Cup – ,
- South America Cup – ,
- US Super Tour – .

## Australian New Zealand Cup
| Sezon     | 1. miejsce          | 2. miejsce                | 3. miejsce          |
| --------- | ------------------- | ------------------------- | ------------------- |
| 2006/2007 | Samantha Bondarenko | Natascia Leonardi Cortesi | Katherine Calder    |
| 2007/2008 | Katherine Calder    | Esther Bottomley          | Samantha Bondarenko |
| 2008/2009 | Esther Bottomley    | Aimee Watson              | Evelyn Dong         |
| 2009/2010 | Katherine Calder    | Esther Bottomley          | Aimee Watson        |
| 2010/2011 | Esther Bottomley    | Aimee Watson              | Belinda Phillips    |
| 2011/2012 | Esther Bottomley    | Lucy Glanville            | Georgia Merritt     |
| 2012/2013 | Esther Bottomley    | Justyna Kowalczyk         | Aimee Watson        |
| 2013/2014 | Chisa Ōbayashi      | Jessica Yeaton            | Justyna Kowalczyk   |
| 2014/2015 | Esther Bottomley    | Jessica Yeaton            | Anna Trnka          |
| 2015/2016 | Barbara Jezeršek    | Katerina Paul             | Casey Wright        |
| 2016/2017 | Katerina Paul       | Aimee Watson              | Mary Rose           |
| 2017/2018 | Barbara Jezeršek    | Katerina Paul             | Aimee Watson        |

| Sezon     | 1. miejsce        | 2. miejsce        | 3. miejsce        |
| --------- | ----------------- | ----------------- | ----------------- |
| 2006/2007 | Ben Sim           | Geoffroy Pais     | Ben Derrick       |
| 2007/2008 | Paul Murray       | Ben Sim           | Tomio Kanamaru    |
| 2008/2009 | Ben Sim           | Geoffroy Pais     | Andrew Mock       |
| 2009/2010 | Thomas Diezig     | Ben Sim           | Valerio Leccardi  |
| 2010/2011 | Callum Watson     | Ben Sim           | Chris Darlington  |
| 2011/2012 | Callum Watson     | Ben Sim           | Philip Bellingham |
| 2012/2013 | Callum Watson     | Aleksandr Legkow  | Alexei Almoukov   |
| 2013/2014 | Victor Gustafsson | Callum Watson     | Philip Bellingham |
| 2014/2015 | Valerio Leccardi  | Philip Bellingham | Paul Kovacs       |
| 2015/2016 | Philip Bellingham | Callum Watson     | Alasdair Tutt     |
| 2016/2017 | Philip Bellingham | Nick Montgomery   | Jackson Bursill   |
| 2017/2018 | Philip Bellingham | Callum Watson     | Paul Kovacs       |

## Balkan Cup
| Sezon     | 1. miejsce                 | 2. miejsce            | 3. miejsce                 |
| --------- | -------------------------- | --------------------- | -------------------------- |
| 2005/2006 | Antonija Grigorowa-Burgowa | Ljunosława Djulgerowa | Katerina Taoula            |
| 2006/2007 | Kelime Çetinkaya           | Mónika György         | Raluca Farkas              |
| 2007/2008 | Kelime Çetinkaya           | Mónika György         | Antonija Grigorowa-Burgowa |
| 2008/2009 | Kelime Çetinkaya           | Mónika György         | Ionela Gabriela Leanca     |
| 2009/2010 | Antonija Grigorowa-Burgowa | Teodora Małczewa      | Mónika György              |
| 2010/2011 | Teodora Małczewa           | Maria Boumpa          | Kamelja Iljewa             |
| 2011/2012 | Antonija Grigorowa-Burgowa | Mónika György         | Katalin Ferencz            |
| 2012/2013 | Teodora Małczewa           | Vedrana Malec         | Antonija Grigorowa-Burgowa |
| 2013/2014 | Antonija Grigorowa-Burgowa | Teodora Małczewa      | Vedrana Malec              |
| 2014/2015 | Tanja Karišik              | Timea Sara            | Vedrana Malec              |
| 2015/2016 | Vedrana Malec              | Zozan Malkoç          | Ayşe Saydam                |
| 2016/2017 | Vedrana Malec              | Sanja Kusmuk          | Maria Danu                 |

| Sezon     | 1. miejsce             | 2. miejsce             | 3. miejsce        |
| --------- | ---------------------- | ---------------------- | ----------------- |
| 2005/2006 | Weselin Cinzow         | Alexis Gkounko         | Fatih Yuksel      |
| 2006/2007 | Paul Constantin Pepene | Sabahattin Oğlago      | Izzet Kizilarslan |
| 2007/2008 | Weselin Cinzow         | Paul Constantin Pepene | Sabahattin Oğlago |
| 2008/2009 | Paul Constantin Pepene | Petrică Hogiu          | Fatih Yuksel      |
| 2009/2010 | Paul Constantin Pepene | Iwan Burgow            | Darko Damjanowski |
| 2010/2011 | Weselin Cinzow         | Iwan Burgow            | Mladen Plakalović |
| 2011/2012 | Paul Constantin Pepene | Weselin Cinzow         | Petrică Hogiu     |
| 2012/2013 | Weselin Cinzow         | Edi Dadić              | Andrej Burić      |
| 2013/2014 | Andrej Gridin          | Edi Dadić              | Milanko Petrović  |
| 2014/2015 | Paul Constantin Pepene | Weselin Cinzow         | Petrică Hogiu     |
| 2015/2016 | Weselin Cinzow         | Mladen Plakalović      | Damir Rastić      |
| 2016/2017 | Weselin Cinzow         | Damir Rastić           | Edi Dadić         |

## Eastern Europe Cup
| Sezon     | 1. miejsce           | 2. miejsce          | 3. miejsce             |
| --------- | -------------------- | ------------------- | ---------------------- |
| 2007/2008 | Marina Czernousowa   | Anna Slepowa        | Olga Michajłowa        |
| 2008/2009 | Olga Michajłowa      | Olga Szczuczkina    | Łarisa Kurkina         |
| 2009/2010 | Olga Szczuczkina     | Walentina Nowikowa  | Olga Michajłowa        |
| 2010/2011 | Anastasija Kazakuł   | Polina Miedwiediewa | Olga Michajłowa        |
| 2011/2012 | Jelena Sobolewa      | Olga Roczewa        | Jewgienija Szapowałowa |
| 2012/2013 | Jelena Sobolewa      | Marina Czernousowa  | Darja Wedenina         |
| 2013/2014 | Natalja Korostielowa | Alisa Żambałowa     | Julija Biełorukowa     |
| 2014/2015 | Natalja Matwiejewa   | Jelena Sobolewa     | Julija Czekalowa       |
| 2015/2016 | Jelena Sobolewa      | Darija Wedenina     | Anastasija Własowa     |
| 2016/2017 | Anna Niechajewskaja  | Marija Dawidjenkowa | Natalja Iljina         |

| Sezon     | 1. miejsce            | 2. miejsce             | 3. miejsce               |
| --------- | --------------------- | ---------------------- | ------------------------ |
| 2007/2008 | Nikita Kriukow        | Igor Usaczew           | Aleksander Kuzniecow     |
| 2008/2009 | Stanisław Wołżencew   | Anton Gafarow          | Dmitrij Osinkin          |
| 2009/2010 | Iwan Ałypow           | Konstantin Gławatskich | Dmitrij Czwanow          |
| 2010/2011 | Anton Gafarow         | Andriej Parfionow      | Aleksandr Biessmiertnych |
| 2011/2012 | Gleb Rietiwych        | Stanisław Wołżencew    | Siergiej Szyriajew       |
| 2012/2013 | Siergiej Nowikow      | Władisław Skobielew    | Siergiej Szyriajew       |
| 2013/2014 | Siergiej Turyszew     | Aleksandr Utkin        | Nikołaj Chochrjakow      |
| 2014/2015 | Andriej Parfionow     | Konstantin Gławatskich | Aleksandr Utkin          |
| 2015/2016 | Jewgienij Diemientjew | Michaił Diewiatjarow   | Nikita Stupak            |
| 2016/2017 | Aleksiej Wicenko      | Nikita Stupak          | Andriej Feller           |

## Far East Cup
| Sezon     | 1. miejsce          | 2. miejsce     | 3. miejsce          |
| --------- | ------------------- | -------------- | ------------------- |
| 2006/2007 | Madoka Natsumi      | Chizuru Soneta | Masako Ishida       |
| 2007/2008 | Sumiko Yokoyama     | Chisa Ōbayashi | Sumiko Ishigaki     |
| 2008/2009 | Chisa Ōbayashi      | Lee Chae-won   | Chie Maruyama       |
| 2009/2010 | Lee Chae-won        | Risa Abe       | Chisa Ōbayashi      |
| 2010/2011 | Michiko Kashiwabara | Maria Boumpa   | Yuki Kobayashi      |
| 2011/2012 | Yuki Kobayashi      | Nobuko Fukuda  | Michiko Kashiwabara |
| 2012/2013 | Naoko Omori         | Chisa Ōbayashi | Yuki Kobayashi      |
| 2013/2014 | Yuki Kobayashi      | Chisa Ōbayashi | Yukari Tanaka       |
| 2014/2015 | Yuki Kobayashi      | Lee Chae-won   | Sumika Ishigaki     |
| 2015/2016 | Yuki Kobayashi      | Chisa Ōbayashi | Sumika Ishigaki     |
| 2016/2017 | Lee Chae-won        | Masako Ishida  | Yuki Kobayashi      |

| Sezon     | 1. miejsce           | 2. miejsce           | 3. miejsce        |
| --------- | -------------------- | -------------------- | ----------------- |
| 2006/2007 | Masaaki Kōzu         | Tomio Kanamaru       | Tadashi Yamamuro  |
| 2007/2008 | Shohei Honda         | Tomio Kanamaru       | Masakazu Aoki     |
| 2008/2009 | Tomio Kanamaru       | Shunsuke Komamura    | Keishin Yoshida   |
| 2009/2010 | Nobu Naruse          | Keishin Yoshida      | Byung-joo Park    |
| 2010/2011 | Akira Lenting        | Kouhei Shimizu       | Masaya Kimura     |
| 2011/2012 | Hiroyuki Miyazawa    | Nobu Naruse          | Akira Lenting     |
| 2012/2013 | Nobu Naruse          | Keishin Yoshida      | Akira Lenting     |
| 2013/2014 | Kouhei Shimizu       | Nobuhito Kashiwabara | Akira Lenting     |
| 2014/2015 | Kaichi Naruse        | Nobuhito Kashiwabara | Takatsugu Uda     |
| 2015/2016 | Akira Lenting        | Takanori Ebina       | Hiroyuki Miyazawa |
| 2016/2017 | Nobuhito Kashiwabara | Akira Lenting        | Hikari Fujinoki   |

## Nor-Am Cup
| Sezon     | 1. miejsce         | 2. miejsce              | 3. miejsce              |
| --------- | ------------------ | ----------------------- | ----------------------- |
| 2007/2008 | Perianne Jones     | Madeleine Williams      | Daria Gaiazova          |
| 2008/2009 | Madeleine Williams | Daria Gaiazova          | Laura Valaas            |
| 2009/2010 | Daria Gaiazova     | Madeleine Williams      | Brooke Gosling          |
| 2010/2011 | Perianne Jones     | Emily Nishikawa         | Brittany Webster        |
| 2011/2012 | Alysson Marshall   | Emily Nishikawa         | Kate Brennan            |
| 2012/2013 | Amanda Ammar       | Kate Brennan            | Alysson Marshall        |
| 2013/2014 | Emily Nishikawa    | Heidi Widmer            | Alysson Marshall        |
| 2014/2015 | Emily Nishikawa    | Andrea Dupont           | Dahria Beatty           |
| 2015/2016 | Dahria Beatty      | Cendrine Browne         | Olivia Bouffard-Nesbitt |
| 2016/2017 | Chelsea Holmes     | Katherine Stewart-Jones | Emily Nishikawa         |

| Sezon     | 1. miejsce       | 2. miejsce            | 3. miejsce       |
| --------- | ---------------- | --------------------- | ---------------- |
| 2007/2008 | Stefan Kuhn      | Graham Nishikawa      | Brent McMurtry   |
| 2008/2009 | Graham Nishikawa | Alex Harvey           | David Nighbor    |
| 2009/2010 | Brent McMurtry   | Graham Nishikawa      | Drew Goldsack    |
| 2010/2011 | Graham Nishikawa | Drew Goldsack         | George Grey      |
| 2011/2012 | Kevin Sandau     | Brent McMurtry        | Jesse Cockney    |
| 2012/2013 | Jesse Cockney    | Graham Nishikawa      | Michael Somppi   |
| 2013/2014 | Graham Nishikawa | Kevin Sandau          | Michael Somppi   |
| 2014/2015 | Michael Somppi   | Kevin Sandau          | Andy Shields     |
| 2015/2016 | Andy Shields     | Kevin Sandau          | Knute Johnsgaard |
| 2016/2017 | Russell Kennedy  | Evan Palmer-Charrette | Andy Shields     |

## FESA Cup
| Sezon     | 1. miejsce         | 2. miejsce                  | 3. miejsce                  |
| --------- | ------------------ | --------------------------- | --------------------------- |
| 2006/2007 | Anouk Faivre-Picon | Denise Herrmann             | Virginia De Martin Topranin |
| 2007/2008 | Manuela Henkel     | Karin Moroder               | Doris Trachsel              |
| 2008/2009 | Silvia Rupil       | Laura Orgué                 | Ursina Badilatti            |
| 2009/2010 | Anouk Faivre-Picon | Virginia De Martin Topranin | Denise Herrmann             |
| 2010/2011 | Monique Siegel     | Élodie Bourgeois-Pin        | Coraline Hugue              |
| 2011/2012 | Célia Aymonier     | Lucia Scardoni              | Sandra Ringwald             |
| 2012/2013 | Monique Siegel     | Sandra Ringwald             | Laura Orgué                 |
| 2013/2014 | Francesca Baudin   | Sara Pellegrini             | Giulia Stürz                |
| 2014/2015 | Lucia Scardoni     | Giulia Stürz                | Elisabeth Schicho           |
| 2015/2016 | Julia Belger       | Monique Siegel              | Laura Gimmler               |
| 2016/2017 | Caterina Ganz      | Theresa Eichhorn            | Pia Fink                    |

| Sezon     | 1. miejsce             | 2. miejsce             | 3. miejsce              |
| --------- | ---------------------- | ---------------------- | ----------------------- |
| 2006/2007 | Dietmar Nöckler        | Andreas Katz           | Giovanni Gullo          |
| 2007/2008 | Florian Kostner        | Tom Reichelt           | Kay Bochert             |
| 2008/2009 | Florian Kostner        | Fulvio Scola           | Benoît Chauvet          |
| 2009/2010 | Dietmar Nöckler        | Fulvio Scola           | Andreas Katz            |
| 2010/2011 | Andy Kühne             | Thomas Bing            | Luca Orlandi            |
| 2011/2012 | Marco Muehlematter     | Ivan Perrillat Boiteux | Jonas Baumann           |
| 2012/2013 | Franz Göring           | Sebastian Eisenlauer   | Lucas Bögl              |
| 2013/2014 | Paul Goalabre          | Francesco De Fabiani   | Andy Kühne              |
| 2014/2015 | Paul Goalabre          | Markus Weeger          | Giandomenico Salvadori  |
| 2015/2016 | Giandomenico Salvadori | Damien Tarantola       | Valentin Chauvin        |
| 2016/2017 | Maicol Rastelli        | Sergio Rigoni          | Irineu Esteve Altimiras |

## Scandinavian Cup
| Sezon     | 1. miejsce                  | 2. miejsce             | 3. miejsce           |
| --------- | --------------------------- | ---------------------- | -------------------- |
| 2005/2006 | Katja Ruotsalainen Hiipakka | Annmari Viljanmaa      | Pirjo Porvari        |
| 2006/2007 | Astrid Jacobsen             | Kati Venäläinen        | Susanne Nyström      |
| 2007/2008 | Ingrid Aunet Tyldum         | Sara Svendsen          | Karianne Bjellånes   |
| 2008/2009 | Sara Svendsen               | Kristin Mürer Stemland | Agnetha Åsheim       |
| 2009/2010 | Ingvild Flugstad Østberg    | Marte Elden            | Eva Svensson         |
| 2010/2011 | Heidi Weng                  | Britt Ingunn Nydal     | Astrid Øyre Slind    |
| 2011/2012 | Martine Ek Hagen            | Maria Nysted Grønvoll  | Britt Ingunn Nydal   |
| 2012/2013 | Kari Vikhagen Gjeitnes      | Tuva Toftdahl Staver   | Britt Ingunn Nydal   |
| 2013/2014 | Kathrine Rolsted Harsem     | Martine Ek Hagen       | Marthe Kristoffersen |
| 2014/2015 | Kathrine Rolsted Harsem     | Silje Øyre Slind       | Silje Theodorsen     |
| 2015/2016 | Barbro Kvåle                | Sofia Henriksson       | Jonna Sundling       |
| 2016/2017 | Anna Dyvik                  | Tiril Udnes Weng       | Lotta Udnes Weng     |

| Sezon     | 1. miejsce              | 2. miejsce              | 3. miejsce              |
| --------- | ----------------------- | ----------------------- | ----------------------- |
| 2005/2006 | Petter Northug          | Øystein Pettersen       | Fredrik Persson         |
| 2006/2007 | Øystein Pettersen       | Krister Trondsen        | John Kristian Dahl      |
| 2007/2008 | Hans Petter Lykkja      | Fredrik Östberg         | John Anders Gaustad     |
| 2008/2009 | Roger Aa Djupvik        | Geir Ludvig Aasen Ouren | Jesper Modin            |
| 2009/2010 | Kristian Tettli Rennemo | Hans Petter Lykkja      | Sjur Røthe              |
| 2010/2011 | Finn Hågen Krogh        | Hans Petter Lykkja      | Øyvind Gløersen         |
| 2011/2012 | John Kristian Dahl      | Kristian Tettli Rennemo | Fredrik Karlsson        |
| 2012/2013 | Tomas Northug           | Snorri Einarsson        | Hans Christer Holund    |
| 2013/2014 | Simen Østensen          | Daniel Myrmæl Helgestad | Emil Iversen            |
| 2014/2015 | Hans Christer Holund    | Mathias Rundgreen       | Sindre Bjørnestad Skar  |
| 2015/2016 | Martin Løwstrøm Nyenget | Johan Hoel              | Daniel Myrmæl Helgestad |
| 2016/2017 | Håvard Solås Taugbøl    | Daniel Stock            | Mathias Rundgreen       |

## Slavic Cup
| Sezon     | 1. miejsce           | 2. miejsce           | 3. miejsce         |
| --------- | -------------------- | -------------------- | ------------------ |
| 2007/2008 | Justyna Kowalczyk    | Klara Moravcová      | Eva Skalníková     |
| 2008/2009 | Klara Moravcová      | Eva Skalníková       | Kamila Rajdlová    |
| 2009/2010 | Katarína Garajová    | Martina Chrástková   | Klara Moravcová    |
| 2010/2011 | Justyna Mordarska    | Ewelina Marcisz      | Lucia Klimková     |
| 2011/2012 | Agnieszka Szymańczak | Anna Staręga         | Justyna Mordarska  |
| 2012/2013 | Daniela Kotschová    | Agnieszka Szymańczak | Martyna Galewicz   |
| 2013/2014 | Sandra Schützová     | Eliška Hájková       | Klára Moravcová    |
| 2014/2015 | Magdalena Kozielska  | Sandra Schützová     | Barbora Klementová |
| 2015/2016 | Barbora Klementová   | Marcela Marcisz      | Martyna Galewicz   |
| 2016/2017 | Urszula Łętocha      | Anna Sixtová         | Eva Segečová       |

| Sezon     | 1. miejsce        | 2. miejsce        | 3. miejsce        |
| --------- | ----------------- | ----------------- | ----------------- |
| 2007/2008 | Mariusz Michałek  | Václav Kupilík    | Jan Rykr          |
| 2008/2009 | Mariusz Michałek  | Petr Novák        | Václav Kupilík    |
| 2009/2010 | Mariusz Michałek  | Jan Rykr          | Krzysztof Stec    |
| 2010/2011 | Peter Mlynár      | Maciej Staręga    | Jan Antolec       |
| 2011/2012 | Aleš Razým        | Maciej Staręga    | Jan Antolec       |
| 2012/2013 | Jiří Horčička     | Ondřej Horyna     | Jan Antolec       |
| 2013/2014 | Jakub Graef       | Jacob Tony Kordac | Ondřej Horyna     |
| 2014/2015 | Mateusz Chowaniak | Paweł Klisz       | Jacob Tony Kordac |
| 2015/2016 | Miroslav Šulek    | Peter Mlynár      | Andrej Segeč      |
| 2016/2017 | Dušan Kožíšek     | Adam Fellner      | Luděk Šeller      |

## US Super Tour
| Sezon     | 1. miejsce          | 2. miejsce            | 3. miejsce        |
| --------- | ------------------- | --------------------- | ----------------- |
| 2006/2007 | Caitlin Gregg       | Laura Valaas          | Kate Whitcomb     |
| 2007/2008 | Kristina Strandberg | Karin Camenisch       | Laura Valaas      |
| 2008/2009 | Kristina Strandberg | Lindsey Dehlin        | Elizabeth Stephen |
| 2009/2010 | Rebecca Dussault    | Kikkan Randall        | Holly Brooks      |
| 2010/2011 | Holly Brooks        | Kate Fitzgerald       | Morgan Smyth      |
| 2011/2012 | Jessica Diggins     | Jennie Bender         | Caitlin Gregg     |
| 2012/2013 | Rosie Brennan       | Sadie Maubet Bjornsen | Kate Fitzgerald   |
| 2013/2014 | Caitlin Gregg       | Rosie Brennan         | Caitlin Patterson |
| 2014/2015 | Rosie Brennan       | Chelsea Holmes        | Becca Rorabaugh   |
| 2015/2016 | Caitlin Patterson   | Anne Hart             | Chelsea Holmes    |
| 2016/2017 | Chelsea Holmes      | Caitlin Patterson     | Kaitlynn Miller   |

| Sezon     | 1. miejsce      | 2. miejsce           | 3. miejsce                 |
| --------- | --------------- | -------------------- | -------------------------- |
| 2006/2007 | Lars Flora      | Kris Freeman         | Garrott Kuzzy              |
| 2007/2008 | Garrott Kuzzy   | Lars Flora           | Leif Orin Zimmermann       |
| 2008/2009 | Lars Flora      | Leif Orin Zimmermann | Bryan Cook                 |
| 2009/2010 | Chris Cook      | Brian Gregg          | Bryan Cook                 |
| 2010/2011 | Lars Flora      | Michael Sinnott      | Brian Gregg                |
| 2011/2012 | Sylvan Ellefson | Karl Nygren          | Brian Gregg                |
| 2012/2013 | Michael Sinnott | Erik Bjornsen        | Torin Koos                 |
| 2013/2014 | Reese Hanneman  | Erik Bjornsen        | Brian Gregg                |
| 2014/2015 | Kris Freeman    | Alexander Treinen    | Dakota Blackhorse-von Jess |
| 2015/2016 | Eric Packer     | David Norris         | Kris Freeman               |
| 2016/2017 | Scott Patterson | Patrick Caldwell     | Brian Gregg                |